# Chitry
Chitry är en kommun i departementet Yonne i regionen Bourgogne-Franche-Comté i norra Frankrike. Kommunen ligger i kantonen Chablis som tillhör arrondissementet Auxerre. År 2022 hade Chitry 348 invånare.

## Befolkningsutveckling
Antalet invånare i kommunen Chitry
| Referens: INSEE |